# Fuminori Kizaki
Fuminori Kizaki (木崎 文智, Kizaki Fuminori) (Fukuoka, 10 marzo 1969) è un animatore giapponese.
Dopo essersi diplomato al Tokyo Animator College, Kizaki si è unito allo studio Giants e ha fondato lo studio Hercule con altri animatori. Dopo aver lavorato principalmente come direttore d'animazione e character design in molti studi, ha lavorato per lo studio Gonzo, che gli ha offerto la sua prima posizione da regista con la serie Basilisk: I segreti mortali dei ninja nel 2005. Successivamente ha diretto per lo stesso studio la mini-serie Afro Samurai nel 2007 e del suo film, Afro Samurai: Resurrection, uscito nel 2009.